# Nieuwerkerk aan den IJssel

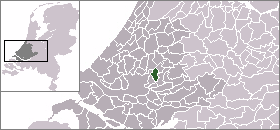
position i Zuid-Holland

Nieuwerkerk aan den IJssel är en historisk kommun i provinsen Zuid-Holland i Nederländerna. Kommunens totala area är 18,47 km² (där 1,20 km² är vatten) och invånarantalet är på 22 344 invånare (2004).